# ワーテルゾーイ

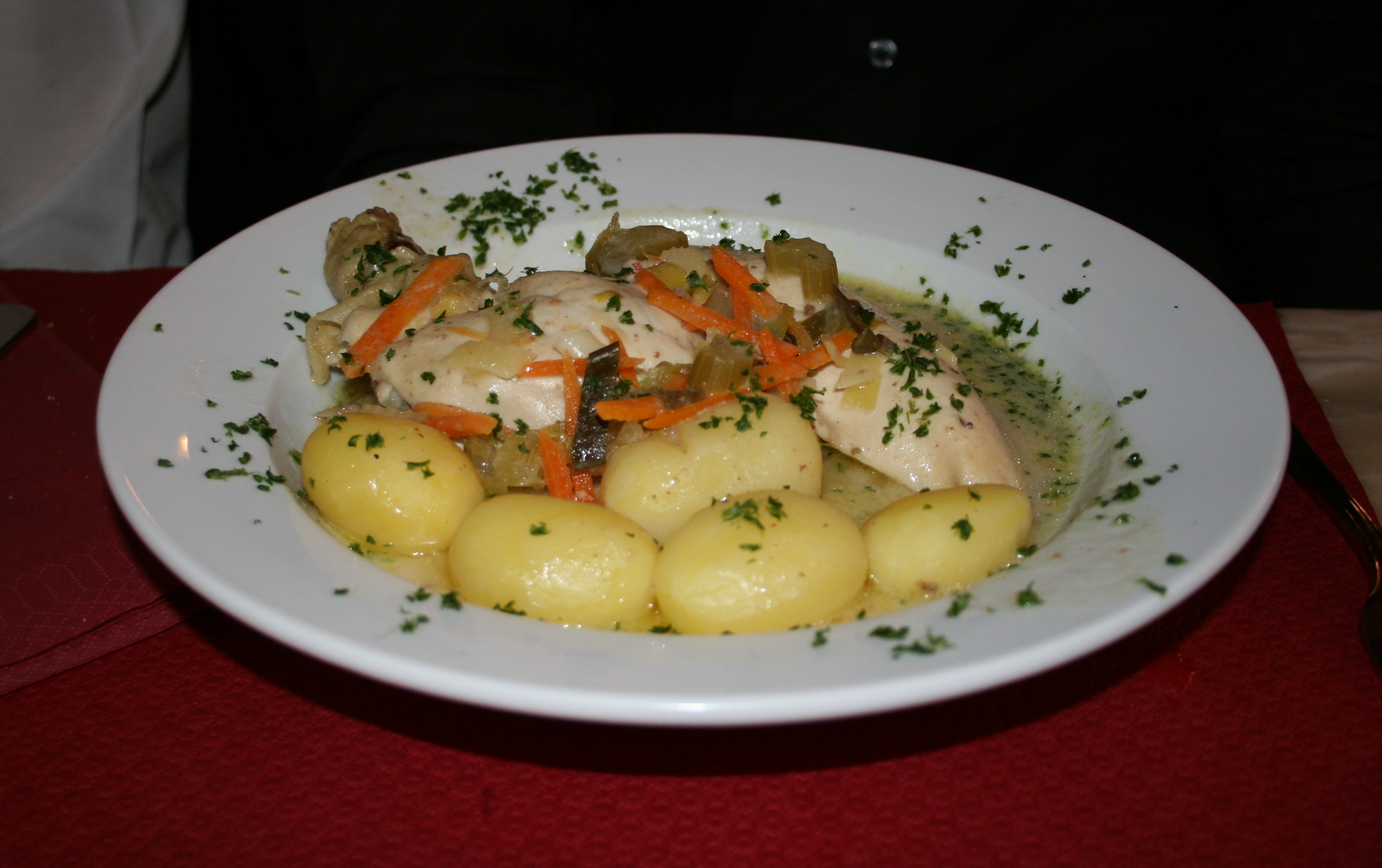
鶏肉とジャガイモのワーテルゾーイ

ワーテルゾーイ（オランダ語: waterzooi、フランス語: waterzooï）は、ベルギー・ヘント（ゲント）の名物料理。

## 概要

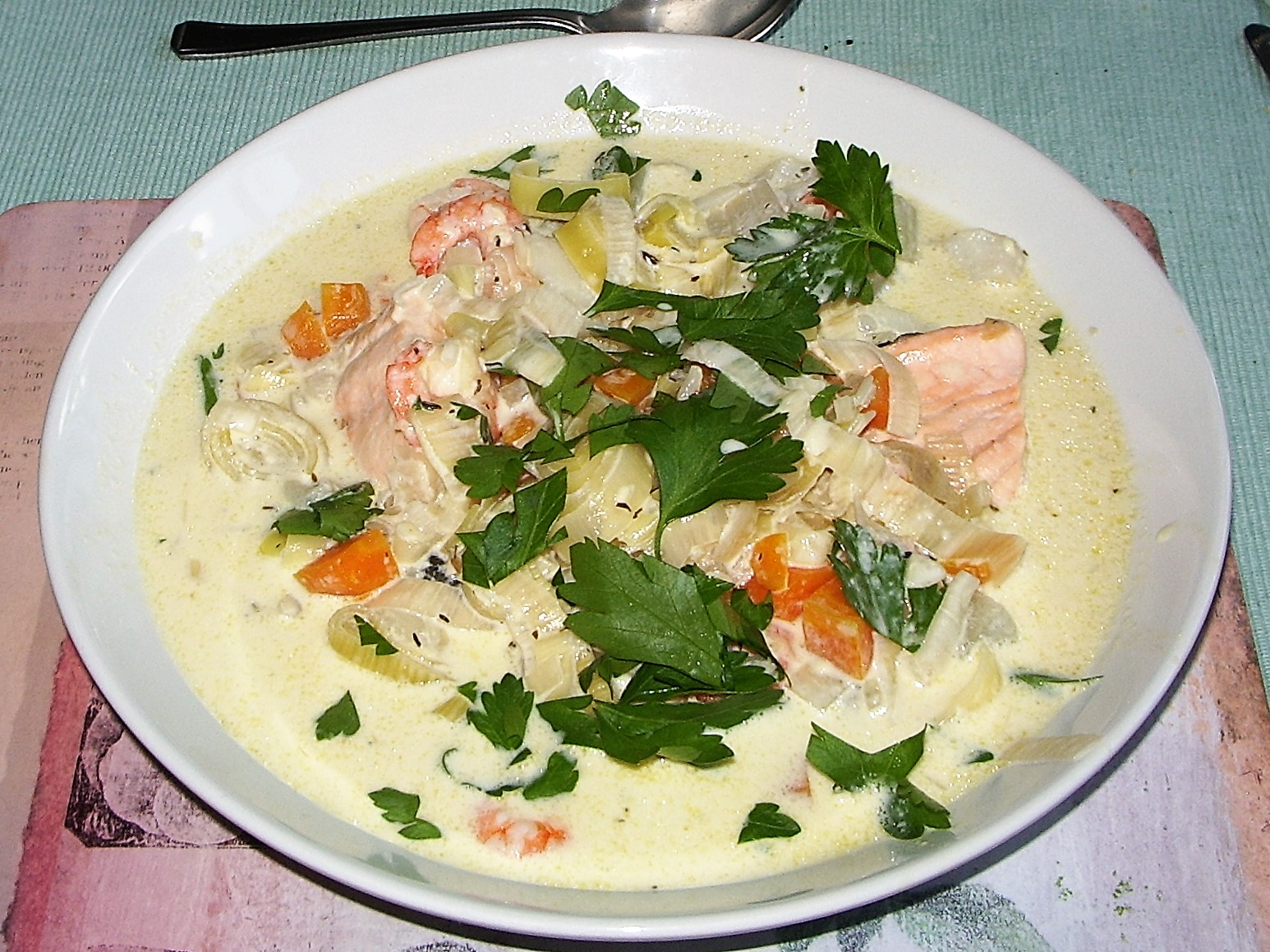
サーモンやタラを使ったワーテルゾーイ

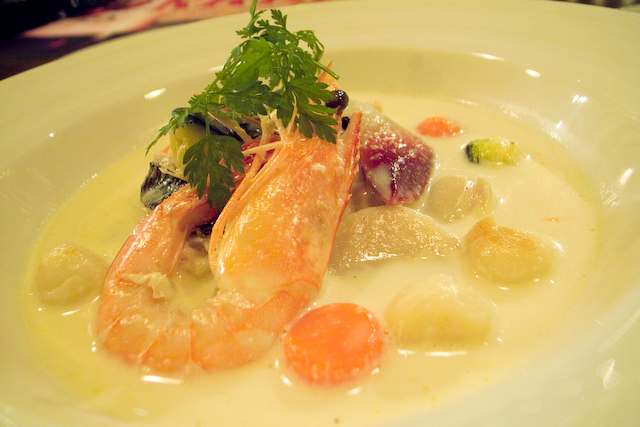
ザリガニ、ノラニンジン、ジャガイモのワーテルゾーイ

「ワーテル（water）」は水、「ゾーイ（zooi）」はゆでるの意。家庭料理であり、地域によってさまざまな作り方がある。
鶏肉を使ったものは特に「ヘント風ワーテルゾーイ（ゲント風ワーテルゾーイ、Waterzooï à la Gantois）」と呼ばる。
元々はフランドル地方の田舎料理であり、川魚を煮込んだ料理であった。地方によっては海の幸を用いることもある。また、クリームの濃度も地方によって異なる。
日本においては「クリーム煮」、「クリームシチューのような」、「水炊き」と説明されることもある。